# 61e régiment d'artillerie
Le 61e régiment d'artillerie (ou 61e RA) est un régiment d'artillerie de l'armée de terre française, créé en 1910, et qui se distingua notamment lors de la Première Guerre mondiale, et lors de la bataille de France, au début de la Seconde Guerre mondiale. En 1914, les soldats allemands ont surnommé les artilleurs du 61e les « Diables noirs » en raison de leur courage, de la couleur de leur uniforme et de la poudre à canon qui leur noircissait le visage.

## Création et différentes dénominations
- 1910 : création du 61e régiment d’artillerie de campagne (61e RAC) à Verdun ; il constitue l'essentiel de l'artillerie de la 42e division d'infanterie.
- 1919 : renommé 61e régiment d’artillerie divisionnaire
- 1947 : devient le 61e régiment d’artillerie anti-aérienne (61e RAA)
- 1963 : devient le 61e régiment d'artillerie de brigade (61e RAB)
- 31 mai 1999 : dissolution de la caserne du 61e RA basé a Trèves en (Allemagne). Le 7e régiment d’artillerie prend le nom de 61e régiment d’artillerie le 1er juillet 1999.

## Historique des campagnes, batailles et garnisons du61eRA

### La création (1910-1914)

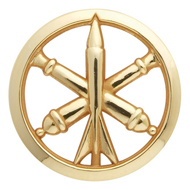
Insigne de béret de l'artillerie.

Le 61e régiment d’artillerie voit son histoire se fondre dans celle de l’histoire récente. Il n’a pas, comme d’autres, plus anciens, le privilège d’avoir connu les rois et les empereurs qui ont fait et refait la France. Il n’a pas non plus connu les soubresauts des tumultes révolutionnaires ou l’épopée de la conquête coloniale.
C’est à Verdun, dans la Meuse, futur théâtre d’exploits du 61e régiment d'artillerie de campagne (61e RAC), qu’il est formé le 1er mars 1910. Il est constitué à partir de batteries des 25e et 40e régiments d'artillerie de campagne. Le 25e régiment d’artillerie de campagne est alors basé à Châlons-sur-Marne, et le 40e à Saint-Mihiel.
Hommes, chevaux et canons de 75 font chemin par batteries constituées en direction de Verdun où ils s’installent au quartier d’Anthouard. L’arrivée des six premières batteries permet de constituer les deux premiers groupes d’artillerie. L’état-major du régiment se met sur pied en parallèle. Le IIIe groupe, pour sa part, est déjà formé à Reims : il s’agit des 15e, 16e et 17e batteries du Ve groupe du 40e régiment d’artillerie qui change tout simplement d’appellation. Ce groupe provient de la transformation en batteries montées de 3 batteries à pied du 7e Bataillon d'Artillerie à Pied  en garnison à Reims  à la caserne Neufchâtel (quartier Drouet d'Erlon).
Il rejoint la garnison de Charleville à l’automne 1910. Le 61e régiment d’artillerie possède également un quatrième groupe d’artillerie à cheval. Le Ve groupe de volants, stationné au camp de Châlons-sur-Marne, devient le IVe groupe du 61e régiment d’artillerie, sans se déplacer. Il constitue l’artillerie de la 5e division de cavalerie.
Le 61e régiment d’artillerie compte alors 65 officiers, 1 933 hommes et 2 015 chevaux.

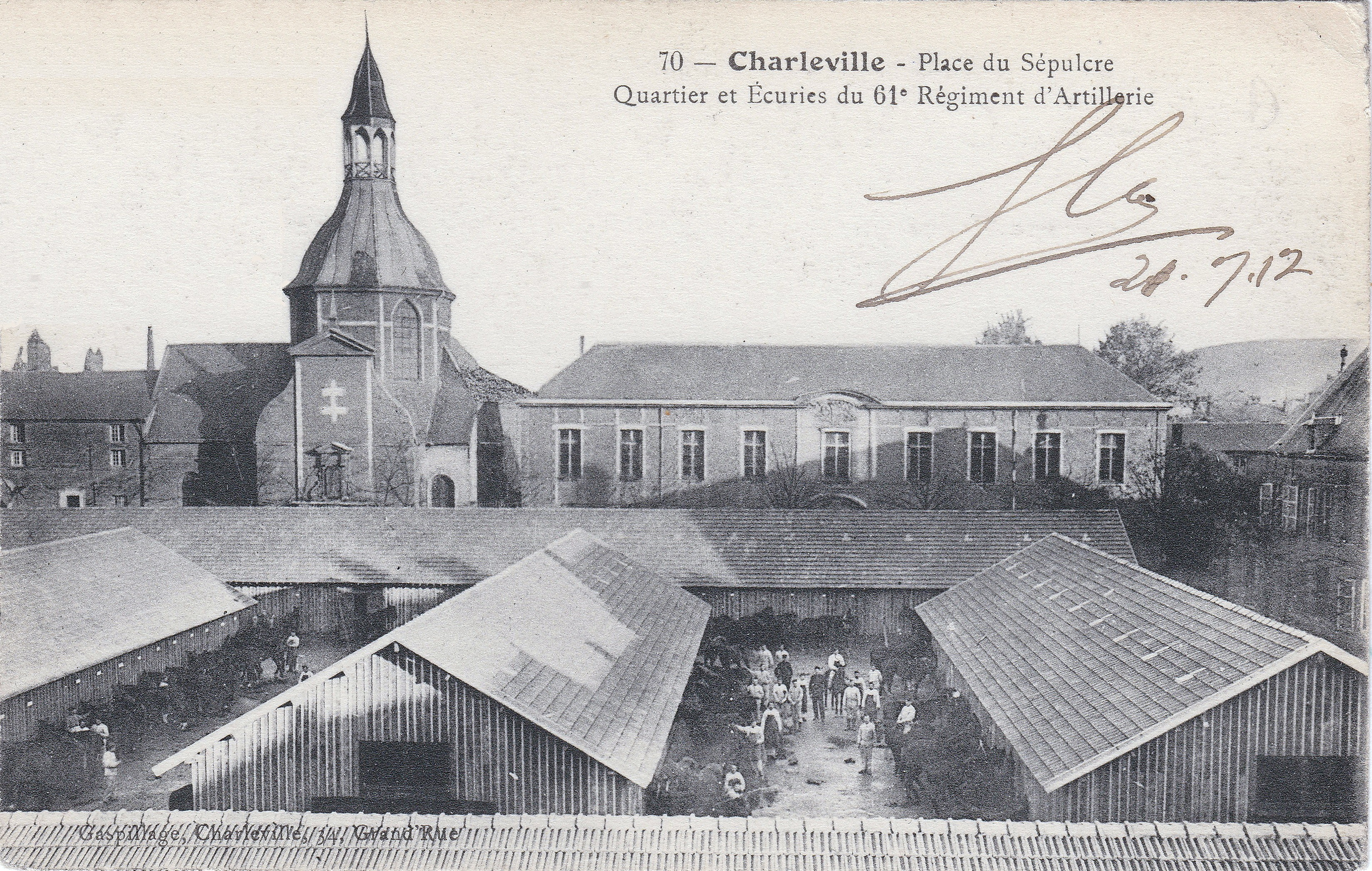
Les quartiers du 61e à Charleville en 1912.

C’est au colonel Pauffin de Saint-Morel que revient la mission de créer un esprit de corps dans ce régiment nouveau issu de nombreux éléments disparates. Il devient officiellement le premier chef de corps du 61e régiment d’artillerie le 1er janvier 1911, quand celui-ci est créé administrativement.
Le 14 juillet 1911, aux Invalides, il reçoit des mains du Président de la République, Armand Fallières, l’étendard du 61e régiment d’artillerie. Le 18 juillet 1911, il le présente à son régiment, en présence du général de division et des drapeaux de la division (le 61e régiment d’artillerie dépend de la 42e division d'infanterie). L’ordre du jour est empreint d’émotion devant le devoir et l’honneur de la garde de cet emblème sacré :
« Contemplez-le avec amour et émotion. »
« Dans les plis encore vierges de notre étendard, il nous appartient d’inscrire un premier nom de victoire, le plus beau, peut-être, qui aura jamais illustré les drapeaux de la France. »
Le 61e régiment d’artillerie est équipé à sa création de 44 pièces du canon de 75 mm modèle 1897. Cette pièce d’artillerie représente alors une révolution dans l’artillerie car elle est la première de l’histoire à permettre le tir rapide (cadence pratique de six coups à la minute) — ce qui donne à la France une avance stratégique considérable sur l’Allemagne, dont le modèle équivalent, le 77 mm, est bien inférieur. Le canon de 75 regroupe tous les perfectionnements intervenus dans l’artillerie à la fin du XIXe siècle, dont le principal reste son frein de recul hydropneumatique qu’il est alors le seul à posséder. La légende de sa conception discrète a probablement créé un mystère propice à l’élaboration du mythe du glorieux 75. Malheureusement, la puissance de ce mythe suffit à bercer d’illusions les chefs militaires de l’époque qui considèrnt le 75 suffisamment performant pour emporter la décision, tandis que la faiblesse de l’artillerie lourde française fit cruellement défaut dans la guerre de position. Les servants de pièces paient de plus un lourd tribut pour utiliser les atouts du 75, souvent à portée réduite pour préserver les fantassins, et à la merci du feu de l’ennemi.
À la fin de l’année 1913, le IIIe groupe de Charleville se rapproche des deux premiers puisqu’il s’installe à Jardin-Fontaine, près de Verdun. Le régiment se trouve alors un peu moins dispersé mais le IIIe groupe conserve une forte identité, n’étant pas encore localisé à proximité de l’état-major du régiment.

### Le baptême du feu: la grande guerre (1914-1918)
Au début de la Première Guerre mondiale, le 61e régiment d’artillerie reçoit l’ordre de mise en alerte le 30 juillet 1914, à 23 h 30. Le 31 juillet 1914, alors que tous pensent que le conflit naissant ne durera pas, le régiment rassemblé quitte le quartier d’Anthouard pour ne plus jamais y revenir. Le colonel Boichut qui a pris le commandement en 1913 regarde sortir ses troupes et passe le portail en dernier.
Le régiment participe d’abord à une mission de couverture pour garantir la mobilisation des forces du pays, avec sa division, la 42e division d’infanterie. Jusqu’au 17 août, le régiment reste ainsi cantonné dans les environs de Verdun.
Le 4e groupe (10e et 11e batteries à cheval) est à la 5e division de cavalerie.

#### Pierrepont (22 août 1914)
Le 61e régiment d’artillerie reçoit son baptême du feu lors de la bataille des frontières, en Meurthe-et-Moselle, durant la bataille de Pierrepont qui se déroule le 22 août 1914. Le colonel Boichut y conduit l’action de l’artillerie divisionnaire de la 42e DI au mépris du danger et acquiert immédiatement la confiance de son infanterie. Les batteries sont d’abord engagées au plus près des combats, au Nord de Pierrepont, où le tir tendu du canon de 75 fait des ravages chez l’ennemi. Elles se portent ensuite, après un repli de l’ensemble de la division au sud de Pierrepont, sur Mercy-le-Bas, où elles comblent à elles seules une brèche naissante entre la 40e et la 42e DI. L’artillerie est alors conçue comme un démultiplicateur de la puissance de feu de l’infanterie et agit selon les mêmes règles, parfois aux dépens de la protection des pièces.
Au cours de ces combats, le 61e régiment d’artillerie déplore ses premiers morts au combat. Charles Mouquet et Robert Leroy, canonniers, sont tués sur la place de Pierrepont lors du déplacement de repli vers le Sud.
C’est lors de cet épisode que les hommes du 61e régiment d’artillerie ont gagné leur surnom de « Diables Noirs », donné par les Allemands eux-mêmes en hommage à la valeur guerrière de ces artilleurs audacieux dont les tirs étaient si précis. La tenue noire avec bande rouge des artilleurs tranchait, en effet, sur le pantalon garance des fantassins. Par ailleurs, les visages et les mains étaient le plus souvent noircis par la poudre à canon. On imagine alors effectivement que les Allemands pouvaient être saisis d’effroi en apercevant, en défilement de crête, ces servants de bouches à feu, noirs des pieds à la tête, n’hésitant pas à venir se mettre à leur portée pour rendre leurs coups plus efficaces.
La bataille des frontières s’avère cependant perdue, et les armées françaises doivent se replier jusqu’à la Marne. Le 29 août 1914, le 61e régiment d’artillerie se déplace alors vers ce secteur.

#### La Marne(1914)
À partir du 4 septembre, la 42e DI appartient à la IXe Armée du général Foch.
Le 5 septembre, à 7 heures, ce dernier donne l’ordre d’arrêter les mouvements de repli, de barrer la route à l’offensive ennemie, et de le forcer à la retraite. Notamment, le général Grossetti doit tenir « avec une forte avant-garde le front La Villeneuve-lès-Charleville – Soizy-aux-Bois ».
Toute la journée du 5 septembre est consacrée aux préparatifs de la grande bataille qui doit commencer le lendemain.
La journée du 6 septembre est celle de la prise de contact et de la résistance sur tout le front de la Marne. Le 41e RAC se rassemble en colonne double à quatre heures du matin dans le parc de Chapton, face au marais de Saint-Gond. Toute la journée, il appuie les tentatives d’avancée de l’infanterie de la division. Du 7 au 8 septembre, la division tient encore ses positions sans réussir à faire reculer les Allemands.
Dans la nuit du 8 au 9 septembre, la 42e DI reçoit l’ordre de se déployer au Sud-Est de sa position, dans la région de Linthes. La retraite est ponctuée par un incident qui se produit face à la division marocaine, qui était à la droite de la 42e DI avant sa relève. Le château de Mondement a été perdu. Le général Grossetti, commandant la 42e DI, met à disposition de la division marocaine des troupes qu’il est en train de redéployer : le 19e BCP. Le colonel Boichut lui propose de les appuyer par les IIe et IIIe groupes du 61e régiment d’artillerie. Ceux-ci parviennent à régler les tirs sur le château sans liaison ni observateur. Les Allemands ne comprennent pas comment des coups peuvent être aussi précis alors qu’aucun observatoire ne domine le château et qu’ils ne voient aucune artillerie à portée. La violence du tir d’efficacité fait le reste et finit « d’impressionner » l’ennemi, sur lequel l’impact psychologique de tels feux est énorme.
Une fois cette action terminée, la 42e DI finit de se regrouper, pour achever son déplacement vers le sud-est. La division progresse en ordre de combat : spectacle impressionnant, à en juger par l’effet qu’il produit sur les observateurs allemands qui la survolent en avion. Ils rapportent à leur hiérarchie un compte-rendu d’observation de nombreuses troupes déployées arrivant en renfort dans la zone de Linthes.
La légende veut que ce soit cette nouvelle qui incita le commandement ennemi à donner, un peu plus tard dans la journée, l’ordre de retraite tant attendu par le général Joffre. En fait, la division arrive sur sa nouvelle ligne dans la soirée, trop tard pour participer à l’action déjà débutée. Mais l’effet psychologique fonctionne et, le 10 septembre, la retraite allemande commence. La division progresse alors rapidement ; elle libère Fère-Champenoise puis poursuit l’ennemi sur près de cent kilomètres jusqu’au 14 septembre.
La participation active du 61e régiment d’artillerie à cette bataille de la Marne lui vaut plus tard le droit d’inscrire le nom de Saint-Gond sur son étendard.
Du 18 septembre au 17 octobre 1914, le 61e régiment d’artillerie participe aux combats autour de Reims, d’abord au fort de la Pompelle, puis à Saint-Léonard.

#### L’Yser (1914)
Après la victoire de la Marne, la menace allemande sur Paris est écartée. Les forces en présence tentent alors de se déborder mutuellement sur les ailes, par le Nord. Cette fuite en avant les mène jusqu’à la mer du Nord : c’est la course à la mer.
La 42e DI est envoyée le 18 octobre 1914 en renfort de l’armée belge qui s’est repliée en bon ordre depuis le début du mois d’août et qui reconstitue ses forces sur l’Yser, fleuve que le roi des Belges a choisi pour marquer la fin de la retraite. En ligne dès le 21 octobre 1914, la 42e DI défend Nieuport, au bord de la mer du Nord. Le 22, les Allemands parviennent à franchir l’Yser, dans la boucle de Tervaëte, à mi-chemin de Dixmude à Nieuport. La nouvelle ligne de défense est alors placée sur la voie ferrée allant de Dixmude à Nieuport. Pour engluer les Allemands dans leur nouvelle conquête, le roi des Belges donne son accord pour ouvrir les écluses de l’Yser : le remblai de la voie ferrée protège les alliés tandis que les Allemands s’enfoncent dans le sol inondé.
L’armée allemande tente une dernière attaque à Ramscapelle, le 30 octobre, pour se sortir de ce mauvais pas. Seule la détermination des fantassins et des artilleurs de la 42e DI permet de reprendre le village, le jour même. La bataille de l'Yser est gagnée, les Allemands se résignent à attaquer ailleurs pour percer le front : il s’agit d’Ypres. Le régiment participe également, du 1er novembre 1914 au 1er janvier 1915, à cette bataille d'Ypres. Une fois de plus, les Allemands sont repoussés.
La mention Yser 1914 figure sur l’étendard du régiment (deuxième inscription).

#### L’Argonne (1915)
Le 12 janvier 1915, le régiment est envoyé avec sa division pour participer aux combats acharnés en Argonne. Cette forêt humide a été choisie par le commandement allemand pour y déployer des troupes d’élite et des matériels innovant destinés à la guerre de tranchées.
De fin janvier à début juillet 1915, le régiment éprouve de grandes difficultés sur ce terrain ardu. Tout d’abord, les tubes commencent à souffrir de l’usage intensif qui en est fait. Les munitions sont fabriquées dans l’urgence, et éclatent dans la chambre, provoquant de nombreux accidents. Par ailleurs, la forêt d’Argonne se prête peu aux tirs tendus de l’artillerie légère. Les tirs de barrage viennent s’écraser sur les arbres avant l’objectif.
Le 23 février 1915, le 61e régiment d’artillerie est le premier des RAC à être cité à l’ordre de l’armée. Le général Sarrail, commandant en chef de la IIIe Armée, signe l’ordre no 113 :
« Brillant régiment dès le temps de paix, n’a cessé de s’affirmer depuis le début de la campagne comme un puissant outil de guerre. Sous l’impulsion d’un chef de premier ordre, grâce à la science technique et tactique, à la bravoure et à la hardiesse de ses officiers, au remarquable esprit de discipline et à la superbe tenue au feu de ses cadres et de ses canonniers, ne craignant pas de pousser et de maintenir ses pièces au plus près de l’ennemi, portant ses observateurs sur la ligne même du feu ; n’a cessé dans une liaison intime et constante avec son infanterie, de prêter, en toute circonstance, le plus sûr et le plus utile concours à la division dont il fait partie. »
Le général Sarrail
En avril 1915, le régiment revêt la tenue bleu horizon, et quitte la tenue noire des artilleurs.
Après plusieurs attaques majeures des Allemands, toutes repoussées au prix de grands sacrifices (8 mai, 20 juin, 30 juin, 13 juillet), le front en Argonne occidentale finit par se stabiliser.
Le lieutenant-colonel Tricand de la Goutte succède au colonel Boichut à la tête du régiment le 29 juin 1915.
Le régiment est retiré de ce front le 19 juillet 1915. La mention Argonne 1915 figure sur l’étendard du régiment (troisième inscription).

#### La Champagne (1915)
La grande offensive de l’automne 1915 est menée en Champagne à l’initiative des Français. Le jour en est fixé au 25 septembre. La 42e DI est envoyée sur ce terrain décisif dès le 1er septembre. Pour son attitude lors du débouché de notre infanterie hors de ses tranchées, la 2e batterie est citée à l’ordre de l’armée :
« La 2e batterie du 61e régiment d’artillerie, étant désignée le 25 septembre 1915 pour accompagner l’infanterie sous le commandement du capitaine de Margon, à 600 mètres des lignes ennemies et quoique prise à partie par un feu très violent d’artillerie et de mitrailleuses qui lui a fait subir, en quelques minutes, des pertes très sensibles, a réussi à mettre une pièce en batterie ; a fait preuve ainsi d’une audace et d’un mépris du danger qui honorent grandement le personnel de cette unité ».
L’attaque échoue à percer le front allemand. Seules les premières lignes sont conquises. Le 6 octobre, les deuxièmes positions ennemies sont attaquées, et conquises également. Le 15 octobre, les Allemands ripostent, pour reprendre l’ascendant. Le front se stabilise alors. Le régiment reste en Champagne jusqu’au 29 décembre 1915.

#### Verdun (1916)
Du 29 décembre 1915 au 21 février 1916, le 61e régiment d’artillerie, durement éprouvé par dix-sept mois de guerre ininterrompue est au repos à l’arrière avec sa division ou en manœuvres, effectuant des écoles à feu, notamment au camp de Châlons.
Le 21 février 1916, c’est l’attaque allemande sur Verdun. Les Allemands veulent y saigner l’Armée française. Un groupe de renforcement du 61e régiment d’artillerie s’y trouve dès le premier jour (24e, 25e, et 26e batteries, mises sur pied à la mobilisation) et appuie les chasseurs de la 72e DI (56e et 59e BCP, eux-mêmes dédoublés des 16e et 19e BCP de la 42e DI), aux ordres du célèbre colonel Driant. Ils se couvrent de gloire au Bois des Caures, où ils se battent d’abord à un contre six. Bien qu’ayant perdu 90 % des effectifs sous les bombardements, ils retardent l’avancée allemande et permettent l’arrivée des renforts. Le 1er groupe de renforcement est déployé non loin de la ferme Mormont. Les 24e et 26e batteries sont installées presque à découvert à proximité de la côte 344. Dans l'après-midi, un tir d'obus de gros calibre allemand tue le capitaine de la Touche commandant la 24e batterie, et son adjudant. La 25e batterie est déployée en deux sections distinctes sur des positions avancées, au Bois des Caures et au Bois d'Haumont. La section du Bois des Caures est installée en première ligne, dans le prolongement des tranchées de l'infanterie du 165e régiment d'infanterie et des chasseurs de Driant. La section arrêtera au soir du 21 février, un bataillon allemand entier attaquant les deux pièces. Au bois d'Haumont, la section appuie les 162e et 351e régiment d'infanterie. Elle brûlera toutes ses munitions en essayant de contenir l'ennemi dans le bois jusqu'au soir. A la nuit tombée, les deux sections rejoindront le PC du groupement d'artillerie après avoir rendu leurs pièces inutilisables. Le personnel restant combla alors les rangs de la 24e batterie ayant subi trop de pertes dans la journée. Toute la nuit et le lendemain matin, les pièces appuient trois contre-attaques pour reprendre les positions perdues au bois des Caures et d'Haumont. Dès 7h le 22 février, le bombardement allemand reprend, avec des tirs de très forts calibres sur les voies de ravitaillement, les points d'appuis et les positions d'artillerie. En fin de matinée, la position de la 24e batterie est particulièrement visée et la même pièce que la veille reçoit une volée de 380mm, tuant tous ses servants et chef de pièce. Peu après, tout le groupement d'artillerie fait mouvement, pour se redéployer à la Côte de Poivre. Il appuiera encore des contre-attaques et les défenseurs en avant du fort de Douaumont.
Dès le 21 février, la 42e DI commence son mouvement pour rejoindre Verdun. Le chemin est particulièrement encombré, le voyage est long.
Le 11 mars, l’ensemble du 61e RAC est en ligne sur la rive droite de la Meuse. Il passe sur la rive gauche le 1er avril, où il contribue à limiter l’offensive allemande du 9 avril en appui du 151e RI et du 8e BCP. Le 28 et 29 avril, la préparation d’artillerie du 61 permet la reprise de la colline du Mort-Homme par le 151e régiment d'infanterie, qui avait été perdue le 9 avril. Le général Nivelle cite à l’ordre de l’armée l’artillerie du 32e CA, dont fait partie le 61e RA :
« A, par des tirs bien appropriés exécutés sans relâche depuis le 15 mars 1916, de nuit comme de jour, sans souci des fatigues ni des pertes, contribué à briser l’offensive allemande dans le secteur du Mort-Homme et de Cumières, préparé et appuyé ensuite les attaques infligeant à l’ennemi de lourdes pertes en hommes et en matériel, et donnant à notre infanterie la plus belle confiance et la certitude du succès. Les canonniers des 40e, 46e, et 61e RAC et de l’artillerie lourde du groupement se sont montrés dignes de leurs camarades de l’infanterie. »
Le 29 mai, le Mort-Homme est de nouveau perdu, mais le 61e empêche l’ennemi d’en déboucher.
Le 9 juin, la 42e DI est relevée et se rend en Lorraine. À compter du 12 juillet 1916, les Allemands passent en stricte défensive sur le front de Verdun : ils ont échoué, l’initiative devient française.

#### Lorraine (1916)
Le 14 juin, le régiment entre en ligne près de Lunéville. Le secteur est bien plus calme que Verdun ; néanmoins, du 7 au 10 juillet 1916, les infanteries se disputent des tranchées attaquées à la mine par les Allemands. L’appui du 61e les redonne aux nôtres.
Le 29 juin 1916, le 61e RAC se voit conféré le droit de porter la fourragère aux couleurs du ruban de la Croix de Guerre 1914-1916 (vert et rouge), en raison de ses deux citations à l’ordre de l’armée. C’est le premier des régiments d’artillerie à y accéder.
Le 14 juillet, une batterie de marche (baptisée pour l’occasion batterie de la fourragère), du 61e RAC, est passée en revue par le Président de la République à Paris.
Le 28 août 1916, le 61e est relevé de son secteur.

#### La Somme (1916)
Le régiment est envoyé avec la 42e DI sur la Somme, où les alliés ont déclenché une première tentative de percée le 1er juillet, en dépit de l’attaque allemande à Verdun. Il y prend position le 10 septembre 1916. À son arrivée, dans une tenue impeccable et fourragère au bras, il se voit montré en exemple aux troupes déjà en ligne : « Regardez bien tous ce régiment, admirez sa tenue, sa discipline et prenez en de la graine ; c’est le 61e RAC de Verdun, le premier régiment de France », dit un chef mécontent à ses hommes admiratifs qui ne sont pourtant pas moins méritants.
Du 22 septembre au 17 novembre 1916, le 61e RAC participe aux succès limités de Combles, Rancourt, Sailly-Saillisel. Les canons tirent une quantité impressionnante d’obus. Les pertes sont sévères. Pour son action sur la Somme, la 42e DI est citée à l’ordre de la VIe Armée :
« 42e division d’infanterie, division d’élite qui a pris la part la plus glorieuse à toutes les plus importantes opérations de cette campagne : la Marne, l’Yser, l’Argonne, la Champagne, Verdun. Sous la direction énergique du général Deville, vient de donner en septembre 1916 de nouvelles preuves de son esprit d’offensive, et de brillantes qualités manœuvrières, sur la Somme, en enlevant des positions fortement organisées et âprement défendues.
Les 8e, 16e bataillons de chasseurs à pied, les 94e, 151e, 162e régiments d'infanterie, les compagnies 6/3 et 6/53 du 9e génie, le 61e régiment d’artillerie de campagne, le GBD/42 se sont ainsi acquis de nouveaux titres de gloires. »
La 42e DI reste sur la Somme jusqu’au 20 novembre 1916.

#### La Marne (1916-1917)
En effet, à cette date, le 61e RAC embarque par voie ferrée à destination de la Marne. Les travaux de défense réalisés sur la montagne de Reims comme les courtes relèves sur des secteurs calmes sont appréciés par les Diables Noirs, après les rudes épreuves de la Somme.
Le 1er janvier 1917, le lieutenant-colonel de la Boussinière prend le commandement du régiment, à la place du lieutenant-colonel Tricand de la Goutte.

#### L’Aisne (1917)
Le 1er avril 1917, le 61e RAC rejoint le champ de bataille de l’Aisne, à Berry-au-Bac. Le général Nivelle dirige cette offensive, déclenchée le 16 avril, où nos pertes sont sévères pour de faibles résultats. La crise morale est importante dans les rangs de l’armée, mais une troupe d’élite jeune et motivée comme le 61e se doit d’être exemplaire, et aucun trouble n’est relevé.
Le régiment quitte ce front le 26 mai 1917 pour aller manœuvrer au camp de Mailly.

#### Verdun (1917)
Le régiment traverse sa ville de garnison le 1er juillet 1917 pour rejoindre la rive droite de la Meuse, où il a déjà combattu début 1916. Le secteur est alors beaucoup plus calme. En fait, la 42e DI est envoyée dans ce secteur en prévision d’une offensive pour dégager complètement Verdun.
Le 13 août 1917, une brigade s'apprête à entrer dans les carrières d'HAUDAINVILLE (55), transformées en dépôt de munitions, lorsqu'un obus fait exploser le dépôt. Il y eut de nombreux blessés et tués, enterrés au cimetière de BELRUPT en VERDUNOIS (55). [En 1998 la stèle commémorative fut remise en place par l'association CONNAISSANCE de la MEUSE, à l'entée du site.]
L’attaque française a lieu le 20 août 1917. Pendant six jours, du 15 au 20, le 61e RAC prépare l’attaque, et en dépit des feux allemands de contre-batterie qui provoquent des pertes notoires dans ses rangs, ne faiblit pas.
Les combats se poursuivent au mois de septembre 1917 (9, 10 et 24). Le régiment s’illustre particulièrement durant cette phase. Il est cité à l’ordre de l’armée pour la quatrième fois :
« Régiment d’élite qui a pris part aux offensives de la Somme (septembre et octobre 1916) et de l’Aisne (avril et mai 1917) ainsi qu’aux récentes attaques devant Verdun. C’est pendant toute cette dernière période sous le commandement du lieutenant-colonel de la Boussinière, signalé de nouveau par son esprit guerrier, son endurance, sa magnifique tenue sous le feu, la hardiesse de ses observateurs, enfin l’ardeur de tous les officiers à chercher la liaison. A su inspirer à l’infanterie de sa division une confiance absolue réalisant ainsi l’unité d’arme. » Signé : Général GUILLAUMAT.
Le régiment quitte le secteur le 1er octobre 1917 pour aller au repos à l’arrière (région de Toul).

#### Lorraine (1917-1918)
Le secteur dans lequel arrive le 61e régiment d’artillerie est d’un calme réparateur. Après un repos d’un mois à Pagny-sur-Meuse, le régiment prend position entre le Bois du Prêtre et la forêt de Pucenelle. Le quotidien est tellement calme que le commandement français déclenche tantôt, pour devancer une surprise, des coups de main sur le front qu’il faut appuyer (9 novembre 1917 à Berneville, 21 novembre 1917 à Remenauville, 12 février 1918 à Flirey et Seicheprey).
Les Allemands s’en inquiètent à leur tour et bombardent violemment le 3e groupe le 6 et 7 janvier 1918. Ce groupe est cité à l’ordre de la 42e division pour sa résistance jusqu’au-boutiste dans les gaz. Ce sont là les prémices de l’offensive allemande que tous entrevoient depuis que les divisions du front oriental ont été rapatriées à l’ouest, après la révolution bolchevique d’octobre 1917 qui a fait cesser les combats entre la Russie et l’Allemagne.

#### La Somme (1918)
L’ennemi entend emporter la victoire dans l’année, avant l’arrivée massive des troupes américaines. Les alliés de leur côté préfèrent laisser passer le temps qui tend à faire évoluer le rapport de forces en leur faveur.
Le 21 mars 1918, les Allemands attaquent en Picardie. Puis, le 9 avril, Ypres tombe. La 42e est relevée en Lorraine ce même jour, pour être envoyée là où le commandement a besoin de troupes fiables : la Somme. Les troupes sont en ligne au niveau du village de Hangard, le 12 mai 1918.
Le 15 juillet 1918, l’ennemi tente son dernier assaut en Champagne, et croit fermement en la victoire. Il bute sur la défensive préconisée par le général Pétain : les premières lignes françaises sont peu occupées, rendant inopérants les tirs allemands de préparation, tandis que la deuxième ligne accueille les assaillants désorganisés par les défenses ponctuelles laissées en avant. Le renseignement exact sur la date de l’offensive allemande a permis d’appliquer au mieux ces principes et de planifier la contre-attaque finale, pour le 18 juillet 1918.
Le régiment s’illustre dans l’épisode de la réduction de la poche de Montdidier qui menace encore la ville d’Amiens. Le 8 août 1918, date de cette bataille, est le point de non retour pour l’envahisseur allemand, à partir duquel il ne peut plus endiguer la retraite. Comme sur la Marne en 1914, la 42e DI est à l’origine d’une évolution majeure du cours des combats.
Aucune préparation d’artillerie n’est effectuée avant le 8 août : la surprise est totale. Les batteries suivent l’infanterie au plus près dans son avancée. Le 10 août au soir, vingt kilomètres sont repris, et les batteries tirent de nouveau en rase campagne. La guerre de mouvement a enfin repris…
Le 8 août 1918, jour de deuil pour l’armée allemande, est le jour où la victoire se dessine pour les alliés. Le 10 août, le général Debeney commandant la Ire Armée, dit au général Deville, commandant la 42e DI : « Votre division vient d’ouvrir magnifiquement les portes à la victoire. Si la bataille prend à cette heure une ampleur imprévue, on le doit à la percée de la 42e division. »
Ce même jour, le 61e RAC est cité à l’ordre de l’infanterie de la division :
« Sous les ordres du lieutenant-colonel Faure, a donné la preuve de ses brillantes qualités manœuvrières et de son esprit de camaraderie poussé jusqu’au sacrifice absolu. N’a pas hésité à pousser ses pièces presque dans les premières lignes de l’infanterie pour appuyer ses progrès et consolider ses succès. S’est acquis de nouveaux titres à l’admiration et la reconnaissance des corps de l’infanterie de la 42e DI. »
Relevé le 18 août, le 61e RAC part au repos en Lorraine. Le calme y est complet. C’est là que tous apprennent, le 6 octobre 1918, que le régiment est encore cité à l’ordre de l’armée, pour la cinquième fois :
« Magnifique régiment qui vient de fournir, sous le commandement du lieutenant-colonel Faure, de nouvelles preuves de sa valeur et de ses qualités guerrières au cours de la préparation et de l’exécution de l’attaque du 8 août 1918. Par la précision de ses feux, la rapidité et la sûreté de ses déplacements dès l’enlèvement des objectifs successifs, a constamment aidé et suivi la progression de l’infanterie, maintenant un contact intime et permanent grâce à la hardiesse, au courage et au dévouement de ses détachements de liaison. A puissamment contribué à la victoire de sa division, à la prise de trois villages ainsi qu’à la capture de 2 035 prisonniers dont 660 officiers, de 70 canons de tout calibre et d’un important butin. »
Le 61e RAC termine la grande guerre dans un cantonnement sur le front des Ardennes, un secteur plutôt calme. Le 11 novembre 1918, à 11 heures, les trompettes du régiment sonnent le cessez-le-feu.
La joie collective est indescriptible à l’arrière. Sur le front, le soulagement est immense.
Le régiment est désigné pour participer à la libération des terres occupées par les Allemands. Il se met en route le 1er décembre 1918.
Plus tard, la 42e DI sera citée à l’ordre du corps d’armée, en 1919, puis le 61e RAC, à l’ordre de l’armée, en 1921.

### L'entre-deux-guerres (1918-1939)

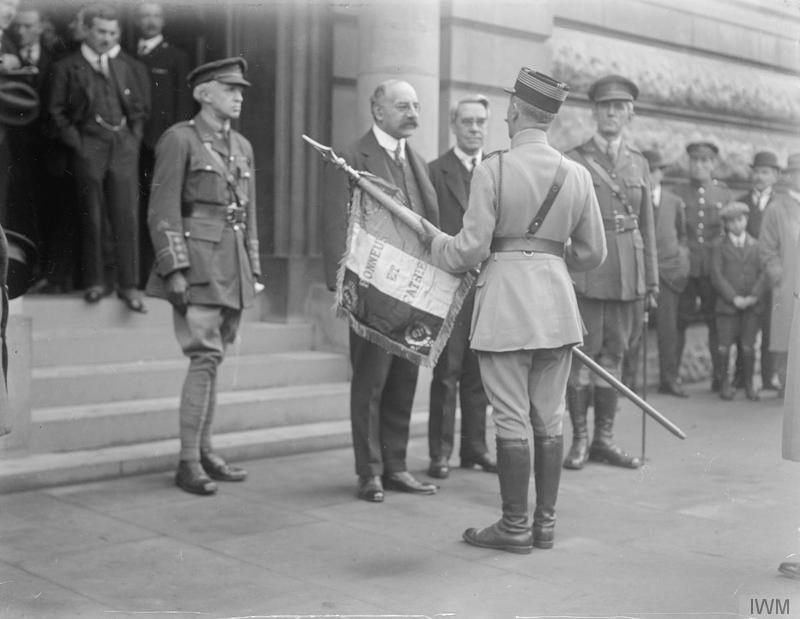
Le colonel Marie (de dos), commandant le, présente son drapeau à Sir Alfred Mond (au centre, en civil), devant le Crystal Palace, Londres, 1920.

Dans les jours qui suivent l’armistice du 11 novembre 1918, le 61e régiment d’artillerie participe à la libération des zones occupées par l’assaillant débouté. Beaucoup de Diables Noirs retrouvent leurs familles sur les terres frontalières, après quatre années d’absence.
Les premiers temps sont au pansage des blessures, à la reconstitution des effectifs, à la préparation de la démobilisation. Mais les Allemands tergiversent et laissent entendre qu’ils ne sont pas prêts à signer un traité de paix sans condition. Un ultimatum leur est fixé pour le 23 juin. Devançant le terme de la menace, les alliés veulent montrer leur détermination à l’Allemagne : le 16 juin 1919, le Rhin est franchi. Le 61e régiment d’artillerie se rend à Spire, par Wissembourg et Landau. Le 23 juin, l’Allemagne vaincue accepte de signer sans condition.
Le régiment se rend alors à Saint-Avold, où il reçoit l’ordre de stationnement à Metz.
Avant cela, le 14 juillet 1919, le colonel, l’Étendard du régiment et quelques éléments participent au défilé de la victoire. Plus tard, le colonel et la garde à l’étendard se rendront également à Londres pour défiler.
Le 23 juillet 1919, le régiment rejoint le quartier Colin à Metz.
Le 3e groupe du 61e RA a été dissous début 1919, et remplacé par un groupe du 235e RAC. Le 4e groupe d’artillerie à cheval est maintenu dans son rôle d’artillerie de la 5e division de cavalerie, et s’installe à Metz également.
C’est du reste la première fois qu’il se trouve avec son régiment depuis 1910. Enfin, un 5e groupe complète le régiment, équipé de canon de 155, et stationne à Verdun (ancien 6e groupe du 132e régiment d'artillerie lourde).
Le régiment est toutefois encore réorganisé le 1er octobre 1919 : il comprend alors six groupes à deux batteries. Quatre groupes de 75 et deux groupes de 155. Le 4e groupe d’artillerie à cheval est quant à lui versé au 22e RA, à Vincennes.
En mars 1920, à la suite d'une demande du gouvernement britannique, un canon de 75 de la 2e batterie est envoyé à Londres, en exemple de ces régiments d’artillerie qui se sont le plus distingués durant la guerre.

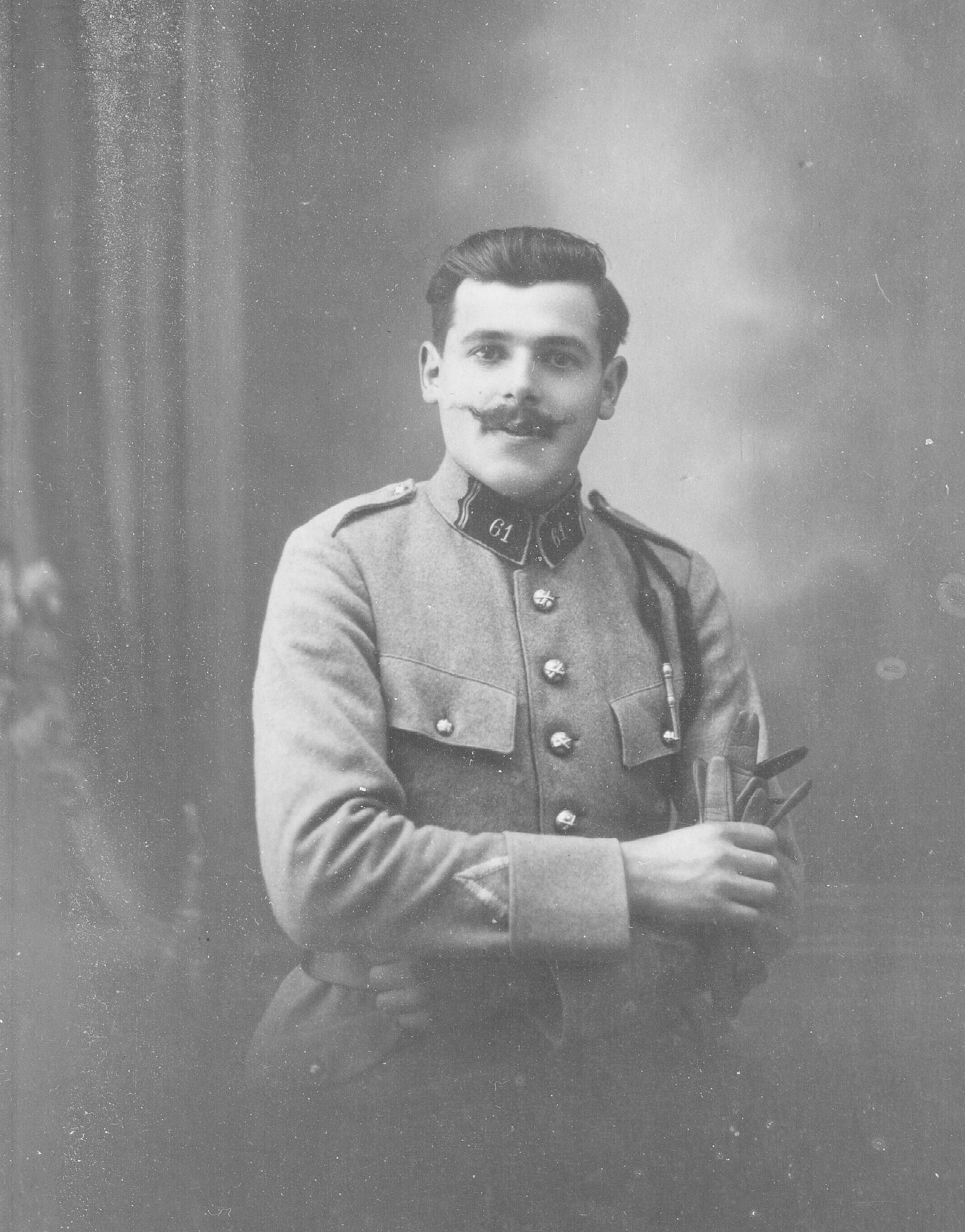
Un soldat du vers 1920.

Après une sixième citation à l’ordre de l’armée en mars 1921, le régiment se voit décerner la fourragère à la couleur du ruban de la Légion d'honneur, le 21 juin 1921. Il partage avec vingt régiments d’infanterie l’honneur de cette décoration portée au titre de la Première Guerre mondiale.
Dans les années 1930, les insignes se généralisent dans toute l’Armée française. Le 61e RAD dessine le sien en 1932, en choisissant, entre autres, les références du Diable Noir et de la fourragère rouge.
De 1934 à 1935, un homme effectue son service militaire au 61e RA : Lev Tarassov, qui publie son premier roman, Faux jour, sous le nom devenu illustre d’Henri Troyat.
En 1935, la fanfare du régiment compose un chant pour le colonel Janssen, avant qu’il ne quitte le commandement du régiment. Le refrain de ce chant devient le chant du chef de corps, entonné lors de chaque cérémonie à l’arrivée du colonel. Cette tradition persiste depuis maintenant plus de 70 ans.
Le 1er juin 1936, un élément anti-char est créé. En septembre 1938, il devient la 10e batterie du 61e RAD.
Les années sont rythmées par les manœuvres annuelles, dans un camp de Champagne. La vie des manœuvres se rapproche de la vie de campagne : les grandes étapes pour s’y rendre, la vie chez l’habitant (par billet de logement ou par bon de réquisition), l’entraînement intensif au tir. Les années passent également avec les réunions d’anciens combattants de la grande guerre.
Les bulletins des amicales d’anciens combattants regorgent des souvenirs des uns et des autres sur tel ou tel champ de bataille, mais aussi des comptes-rendus des activités de rassemblements (visites de champs de bataille, cérémonies patriotiques, érections de stèles, célébrations de sainte Barbe…). On y trouve enfin les doutes de ces anciens combattants jugeant sévèrement ce qu’ils considèrent comme des reculades des élites politiques françaises à la fin des années trente : tous les sacrifices des poilus n’ont-ils donc servi à rien pour qu’ils soient ainsi oubliés face aux revendications d’un caporal de l’armée allemande devenu Führer?

### La Seconde Guerre mondiale: l’épreuve (1939-1942)
Le 3 septembre 1939, la Seconde Guerre mondiale éclate quand la France et la Grande-Bretagne déclarent la guerre à l’Allemagne. L’indignation devant l’invasion de la Pologne l’emporte finalement sur la volonté des Français d’éviter la guerre, celle qu’ils avaient manifestée lors des accords de Munich. La guerre suivra finalement l’humiliation d’une paix sans honneur que les dirigeants politiques français et britanniques avaient cru acheter en 1938 à Munich.
En 1939, la 42e DI est toujours une des grandes unités les plus efficaces de l’Armée française. Le 61e régiment d’artillerie est équipé peu ou prou du même matériel qu’en 1918. Les mitrailleuses anti-aériennes sont cependant peu nombreuses, et obsolètes. L’artillerie lourde des Ve et VIe groupes forment le 261e régiment d'artillerie lourde divisionnaire, dérivé du 61e régiment d’artillerie divisionnaire.
La drôle de guerre montre une fois de plus la paralysie du commandement français qui traduit l’immobilisme de la société face à la menace allemande. Les avant-postes côtoient parfois l’ennemi, mais sans prendre contact. Cette période est ponctuée par la visite du roi d’Angleterre George VI, à la 42e DI, où il rencontre les Diables Noirs, le 11 décembre 1939.
En avril 1940, elle se porte en avant de la ligne Maginot, en Moselle, dans les environs de Téterchen. C’est là qu’elle reçoit les premiers assauts de l’armée allemande qui attaque le 10 mai 1940. Le 61e régiment d’artillerie intervient plusieurs fois pour la reprise des avant-postes que l’ennemi nous dispute. Jusqu’au 16 mai, les défenses de la 42e tiennent bon.
Le 17 mai, la 42e DI est relevée de son secteur pour être engagée sur un front où la situation est plus périlleuse : l’Aisne. Le combat y est particulièrement rude du 5 au 10 juin 1940.
Le 9 juin, la grande offensive allemande débute. Les troupes françaises sont démunies face à l’aviation ennemie. Le 61e tire plusieurs milliers de coups dans la matinée ; les positions sont maintenues, au prix de lourdes pertes. Ce jour, le sous-lieutenant Lagrange, député et ancien sous-secrétaire d’état aux sports et à l’organisation des loisirs du front populaire, mobilisé en 1939 au 61e RAD, est tué dans une mission dangereuse pour laquelle il s’était porté volontaire.
Le 10 juin, la division recule de l’Aisne sur la Vesle. Les 11 et 12 juin, le 61e régiment d’artillerie combat sur la montagne de Reims, le 13 sur la Marne, le 14 dans les marais de Saint-Gond, où il a cueilli ses premiers lauriers en septembre 1914. Une fois de plus, le régiment s’y comporte glorieusement en repoussant les assauts allemands, mais l’ordre de repli derrière l’Aube est donné par le corps d’armée. Le régiment s’installe en défense entre Plancy-l'Abbaye et Pouan-les-vallées. Il fera sauter un pont entre les deux communes et combattra les troupes allemandes depuis la rue de la tuilerie à Pouan-les-vallées en liaison avec le 151e régiment d'infanterie.
La division est parmi les dernières engagées. Elle forme l’arrière garde d’une armée qui se replie derrière la Seine, du 15 au 17 juin.
Le 15 juin, les colonnes du régiment sont bombardées par l’aviation, les pertes sont importantes. Le 16 juin, il faut faire le coup de feu pour assurer la défense rapprochée… Deux pièces de la 2e batterie se mettent en position et effectuent des tirs tendus sur l’ennemi à bout portant. Le 17 juin, la 1re batterie est faite prisonnière, et la 3e batterie totalement détruite.
C’est l’armistice, le 61e régiment d’artillerie s’est battu jusqu’au bout, concédant de grands sacrifices. Fin juin, le 61e RAD est dissous. Depuis sa création, c’est la première fois qu’il s’efface ainsi dans la pénombre des événements tragiques que connaît la France.
Le 30 juillet 1940, la 42e DI est citée à l’ordre de l’armée pour son attitude héroïque dans la tourmente : « Combattant sur un front de 80 kilomètres, avait reçu l’ordre de défendre l’Ailette et l’Aisne sans esprit de recul. Elle l’a fait généreusement les 5, 6, 7, 8, 9 et 10 juin 1940 au cours de très durs combats contre un ennemi très supérieur en nombre, poussant l’esprit de sacrifice à sa dernière limite ».
Cette citation est homologuée par inscription au Journal officiel du 22 juillet 1941.

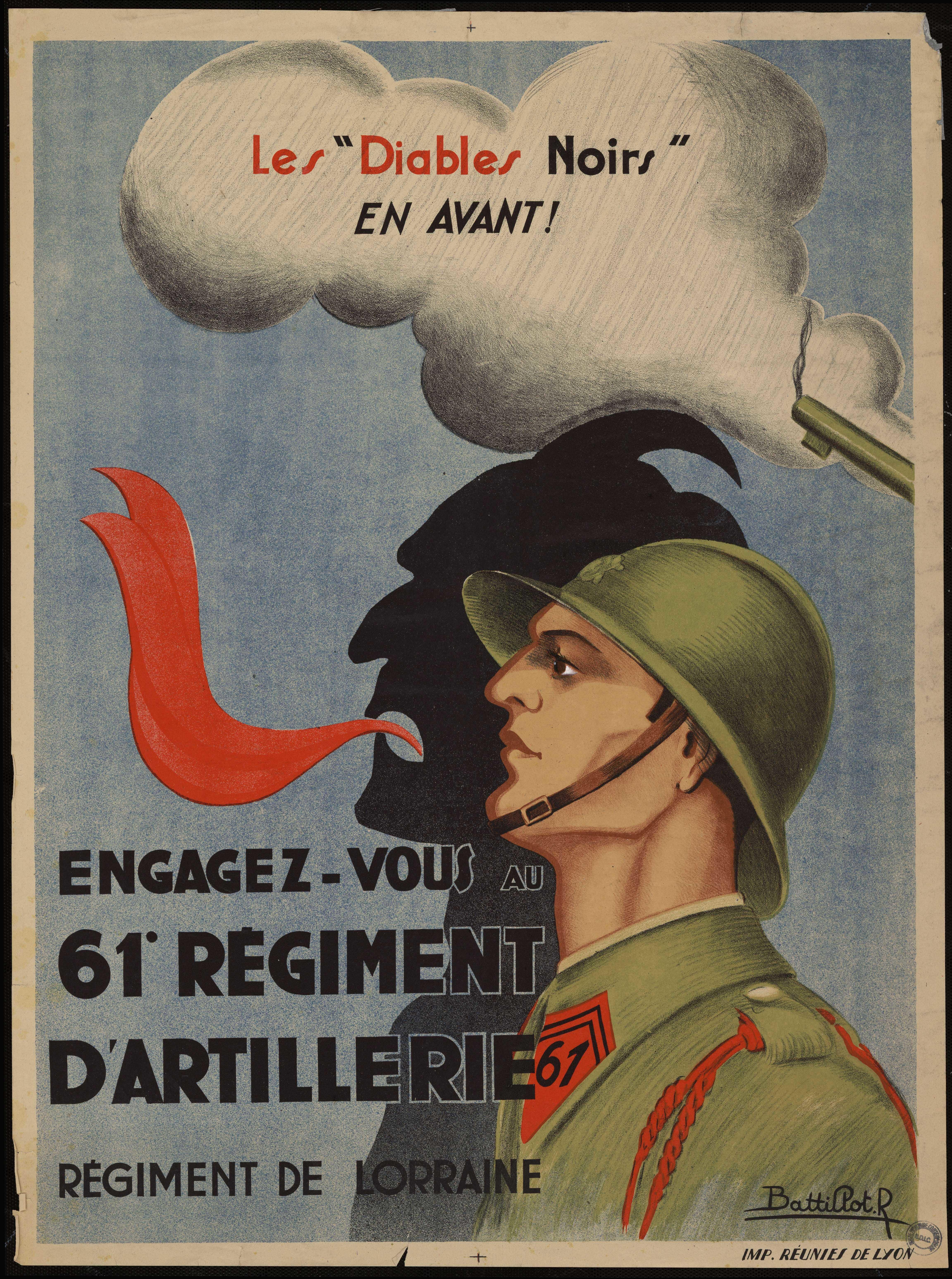
Affiche de recrutement pour le d'artillerie sous Vichy : Les "diables noirs", en avant !.

L’armée d’armistice aux ordres du maréchal Pétain se reconstruit progressivement. La plupart des cadres lui restent alors fidèles. Le 61e régiment d’artillerie est recréé le 1er septembre 1940, par changement de nom du régiment d’artillerie de la 7e région, à La Valbonne, lui-même issu du 8e RAD. Deux groupes stationnent avec l’état-major, à La Valbonne, un troisième s’installe à Sathonay-Camp, au Nord de Lyon. Une batterie sur les neuf est tractée, les autres sont hippomobiles. Mille deux cents hommes, six cents chevaux et trente-six canons composent ses effectifs.
Un témoin de l’époque relate ses souvenirs de la vie à Sathonay-Camp :
« Cette armée d'armistice se préparait à un rôle tenu très secret. C'était une force de revanche qui certainement allait servir un jour. Et les instructions très confidentielles qui nous parvenaient de Vichy nous éclairaient parfaitement sur le sujet. Étant employé dans un bureau, j'ai eu en main ces fameuses circulaires de l'amiral Darlan qui auraient rendu fou furieux Adolf Hitler, s'il les avaient connues. Pour nous c'était un réconfort et un espoir. Et lentement notre 61e RA allait prendre de l'étoffe. Discrètement, ses effectifs augmentaient. Je ne saurais dire quel était le surplus au camp de Sathonay, mais on estime en France non occupée les chiffres clandestins à plus de 50 % de ceux autorisés.»
Cette armée qui paierait plus tard l’absence de ralliement immédiat aux Gaullistes n’a pourtant pas à rougir de son œuvre au redressement des armes de la France, dont ce témoin nous rapporte le récit [réf. nécessaire].
Le destin bascule cependant en novembre 1942, avec l’invasion de la zone libre. Les Allemands reprochent aux Français qui collaborent avec eux de jouer double jeu. Ils font en sorte que plus rien n’échappe à leur contrôle. Quant à l’armée d’armistice, le maréchal Pétain craint que l’occupant en demande rapidement la dissolution. Il tente alors un dernier coup pour la sauver : il la déploie aux côtés de divisions allemandes et italiennes, sur la côte méditerranéenne, pour empêcher un débarquement allié que tout le monde sait encore improbable à ce moment. Le 61e RA est déployé sur la presqu'île de Giens le 17 novembre 1942.
Mais l’occupant est implacable. Après le retour du 61e RA dans ses quartiers (22 novembre), il est dissous une nouvelle fois, le 27 novembre 1942, après l’ordre de démobilisation de l’armée d’armistice.
De nombreux cadres et hommes du régiment rejoignent alors la résistance, ou la France libre, seules perspectives dès lors de repousser l’occupant.

### Le phénix (1944-1947)
Un premier corps recréé le 1er décembre 1944 à Nancy, à partir d’effectifs issus des forces françaises de l’intérieur (FFI), porte de façon éphémère le nom de 61e RA. Il devient le 8e RA le 1er janvier 1945.
De nombreux artilleurs se retrouvent dans les maquis et partagent leur goût de la persévérance, qualité que les Diables Noirs ont déjà démontrée en d’autres circonstances. La volonté des vainqueurs en 1945 est de recréer une armée à la fois digne de confiance et représentative des différents groupes de combattants ayant contribué à la victoire. C’est dans cet esprit que le 61e régiment d’artillerie est recréé le 15 février 1945, par le rassemblement des artilleurs des maquis du Jura, de la Nièvre et du Doubs.
L’époque est aux doutes partagés sur le passé d’autrui : les militaires de métier répugnent au style de commandement troupier des maquisards, quand ceux-ci se font un devoir de vérifier les états de résistance de leurs cadres ou camarades. Dans ce contexte, un homme fait l’unanimité et bénéficie de nombreux appuis qui lui serviront dans la renaissance du 61e régiment d’artillerie : le chef d’escadron Émile Parmain. Chef du 2e bureau (renseignement) de la 8e région militaire de l’armée d’armistice, il transmet de nombreuses informations à Londres, puis Alger. Capturé, enfermé par les Allemands, puis libéré en 1944 avec l’arrivée des alliés, le chef d’escadron Parmain fonde le centre d’organisation d’artillerie 208, à Auxonne, censé réunir les artilleurs des maquis du Jura, de la Nièvre et du Doubs. Il obtient de bons résultats et il lui est permis de recréer le plus glorieux régiment de l’artillerie: le 61e !
La création est fêtée par un repas au mess d’Auxonne. Les hommes sont fiers d’arborer la fourragère rouge.
Le quotidien est fait d’instruction et de cours. Sans canon, dans une armée en reconstruction, les pelotons se forment : cours pour chefs de sections, pelotons d’élèves sous-officiers et de gradés, instruction générale de discipline et de combattant. La guerre n’est pas finie et les hommes ont hâte d’en découdre.
Le chef d’escadron Émile Parmain obtient de faire équiper le régiment de canons de 105. À leur arrivée, c’est la joie, et le départ vers le camp du Valdahon pour la formation, avec en perspective une utilisation opérationnelle avant la fin de la campagne contre l’Allemagne.
Le colonel Jeanjean et le lieutenant-colonel Charles-Messance arrivent au 61e RA comme chef de corps et second, avec pour mission d’assimiler les hommes du maquis dans un cadre militaire discipliné. Ils demandent des hommes pour former l’état-major du régiment, et obtiennent d’être servis d’officiers de valeur issus d’autres maquis ou de camps de prisonniers.
Le 8 mai et la signature de la capitulation viennent avant de voir le régiment entrer en campagne. Il part pour Spire, dans la zone d’occupation en Allemagne, le 31 août 1945. Pour la deuxième fois, après 1918, les Diables Noirs partent occuper l’Allemagne vaincue.
Le régiment part après avoir reversé ses canons de 105. À l’hiver, il perçoit des canons de 155 lourds français, en Allemagne.
Cette période de stationnement en Allemagne prend fin en juin 1946, quand l’artillerie nourrit d’autres projets pour son plus glorieux régiment.

### Le61erégimentd'artillerie anti-aérienne (1947-1957)
En effet, en juin 1946, le 61e RA rejoint Belfort, sous le commandement du lieutenant-colonel Charles-Messance, et devient 61e régiment d’artillerie antiaérienne, le 16 février 1947. Cette décision est justifiée par le général inspecteur de l’artillerie de l’époque, par l’amélioration nécessaire de l’image de l’artillerie sol-air qui résultera de la présence du plus glorieux des régiments d’artillerie dans ses effectifs.
Le canon de 90 mm AA américain, le 40 mm Bofors et les mitrailleuses quadritubes de 12,7 mm constituent ainsi l’armement du régiment de 1947 à 1957.
Les écoles à feu sont nombreuses, et se déroulent le plus souvent à Biscarrosse, dans les Landes, ou à Palavas-les-Flots, sur la Méditerranée. Depuis Belfort, les étapes sont longues. Le régiment descend donc pour de longues périodes.
Mais le sort de ce corps est bouleversé par des événements graves qui secouent la IVe République. L’Indochine est perdue en 1954 sans que le régiment ait eu à contribuer à l’effort de guerre. Il n’en sera pas de même avec l’Algérie.
Tandis que l’essentiel du régiment part outre-Méditerranée en 1955, subsisteront à Belfort, jusqu’en 1957, un état-major, une batterie d’instruction et une batterie de garnison. En mai 1957, le dépôt du 61e RA devient centre d’instruction, et en septembre de la même année, il fusionne avec celui du 35e RI sous le nom de CID mixte 35e RI – 61e RAA.
Ce CID sera dissous le 1er mars 1962.

### Les diables noirs en Algérie (1955-1962)
En août 1955, un bataillon de marche est formé avec une compagnie de commandement, et trois compagnies de combat. Il embarque le 5 octobre en direction de l’Algérie où des « événements » sèment le trouble depuis près d’un an. Les Diables Noirs vont lutter contre le terrorisme.
Ils s’installent dès leur arrivée à Port-Gueydon, en Kabylie, où ils dépendent de la 27e DIA. Ils sont confrontés dès leur arrivée aux sabotages en tous genres, coupures de routes, assassinats…
Le 1er juin 1956, le bataillon formé devient groupe de marche, et prend rang de corps de troupe. Il se compose d’une compagnie de commandement et de cinq compagnies.
Une action d’éclat établit la réputation du groupe de marche, le 27 décembre 1956. La 5e compagnie met hors de combat 17 Hors-La-Loi, lors d’un affrontement sur les pistes de Kabylie. Tout leur armement de guerre est saisi. Le respect mutuel s’impose ainsi naturellement avec les troupes de la 27e Division d’Infanterie Alpine, basée à Tizi Ouzou et dont dépend le groupe de marche du 61e RA.
Les années 1958 et 1959, cruciales pour l’avenir de l’Algérie qui se dessine avec les événements politiques secouant la France, sont ponctuées par de nombreux affrontements pour les Diables noirs. Mais le maillage étroit du terrain et l’essoufflement de la rébellion confrontée à une lutte sans compromis ni faiblesse de la part des diables noirs, comme de toute l’Armée française, font largement diminuer le nombre de ces actions en 1960 et 1961.
Néanmoins, la subversion des procédés de la rébellion ne peut que porter à conséquence dans les rangs des Diables noirs. À partir de mai 1961, après l’échec du putsch des généraux, de nombreuses désertions, avec ou sans armes, se produisent parmi les Français de souche nord-africaine, s’accompagnant parfois d’actes de lâcheté envers leurs camarades Français de souche européenne… La méfiance est maintenant la règle.
En octobre 1961, le groupe de marche fait mouvement vers la ville des coquelicots, dans l’Ouest de la Kabylie. Dans le même temps, un état-major tactique issu des effectifs du groupe est mis sur pied pour participer au maintien de l’ordre dans Alger.
Le 19 mars 1962, les accords d’Évian viennent mettre un terme à cent trente deux années de présence française en Algérie. Comme par effet de coïncidence, le groupe de marche du 61e RA reçoit le lendemain l’étendard du 61e RA, le 20 mars 1962, puisque le CID de Belfort qui en avait la garde a été dissous le 1er mars.
Les conditions des accords d’Évian permettent aux troupes françaises de rentrer progressivement en métropole.

### Le 61° RA et la 459° UFO
Au cessez-le-feu du 19 mars 1962 en Algérie, le 61e RA créé comme 91 autres régiments, les 114 unités de la Force Locale.(Accords d'Evian  du 18 mars 1962). Le 61°RA forme une unité de la Force locale de l'ordre Algérienne, la 459°UFL-UFO composé de 10 % de militaires métropolitains et de 90 % de militaires musulmans, qui pendant la période transitoire devaient être au service de l'exécutif provisoire algérien, jusqu'à l'indépendance de l'Algérie.
En août 1962, le 61e RA s’installe à Palestro, et reprend l’instruction sur le canon, renouant ainsi avec cette arme après seize années d’interruption.
Le régiment quitte Palestro le 14 décembre 1962, et embarque à Alger. Cinquante Diables noirs sont tombés au champ d’honneur en Algérie.
Selon les journaux de marche établis par l'autorité militaire, de fin 1955 à mai 1962, période de son séjour en Algérie, le 1er Groupe de marche du 61e RAA (1/61e RAA) est classé unité combattante :
- du 10 décembre 1955 au 8 janvier 1956
- du 29 février 1956 au 1er avril 1956
- du  1er juin 1956 au 17 août 1958
- du 6 septembre 1958 2 octobre 1961
- du 13 octobre 1961 au 3 janvier 1962
- du 6 mars 1962 au 12 avril 1962

La mention AFN 1952-1962 a été apposée sur l’étendard du 61e régiment d’artillerie en juin 2006.

### Le retour au canon: Saint-Avold, Morhange et Trèves (1963-1999)
En débarquant en France en décembre 1962, le 61e RA reçoit l’ordre de stationnement pour Saint-Avold, en Moselle. Il devient le 61e régiment d’artillerie de brigade le 1er janvier 1963 et reçoit des canons de 105 automoteurs. Il est formé par deux groupes à deux batteries de quatre pièces.
Le 1er août 1968, il reprend l’appellation de 61e régiment d’artillerie et la 4e batterie est dissoute. Les trois premières passent à cinq pièces.
Le 1er juillet 1977, après treize années passées à Saint-Avold, le régiment est transféré à Morhange, où il succède au 8e régiment de dragons. À la même date, la 4e batterie est recréée.
C’est dans cette garnison que le 61e régiment d’artillerie reçoit, au début de l’année 1982, le système ATILA (Automatisation des tirs et liaisons de l’'artillerie), avec les nouveaux automoteurs AMX AuF1 de 155 mm. Ainsi doté le premier d’un matériel moderne et performant, le régiment reste toujours le creuset de l’élite de l’artillerie.
Dotée d’un système de chargement automatique, et fonctionnant sur le principe d’une douille explosive entièrement combustible, enveloppe comprise, la casemate de tir ne comporte pas de poste de chargeur. À l’instar du canon de 75, l’AuF1 permet le tir rapide (automatisé et sous casemate, cette fois) et donne à l’artillerie française une longueur d’avance sur les artilleries concurrentes ou alliées.
En 1984, le régiment passe sous le commandement de la 1re division blindée, basée à Trèves, en Allemagne. Il rejoint cette garnison le 1er août 1992, toujours au sein de la 1re DB.
Dans les années 1990, le 61e régiment d’artillerie renoue avec l’engagement opérationnel. En juin 1995 des éléments du régiment sont détachés au sein du BGBH (bataillon de génie en Bosnie-Herzégovine).
Durant l'été 1995, après les affrontements meurtriers de la guerre en ex-Yougoslavie, des moyens lourds sont déployés en Bosnie-Herzégovine, pour forcer à la signature d’accords de paix entre les belligérants. Entre autres, un bataillon d’artillerie équipé d’AuF1 (le bataillon de la Neretva, du nom du principal fleuve de l’Herzégovine) est envoyé comme vecteur de dissuasion d’abord, comme outil de représailles ensuite dans l’hypothèse de nouvelles prises à partie contre les troupes de l’ONU, jusque-là désarmées matériellement, et moralement.

### Le régiment de drones de l'Armée de terre (depuis 1999)

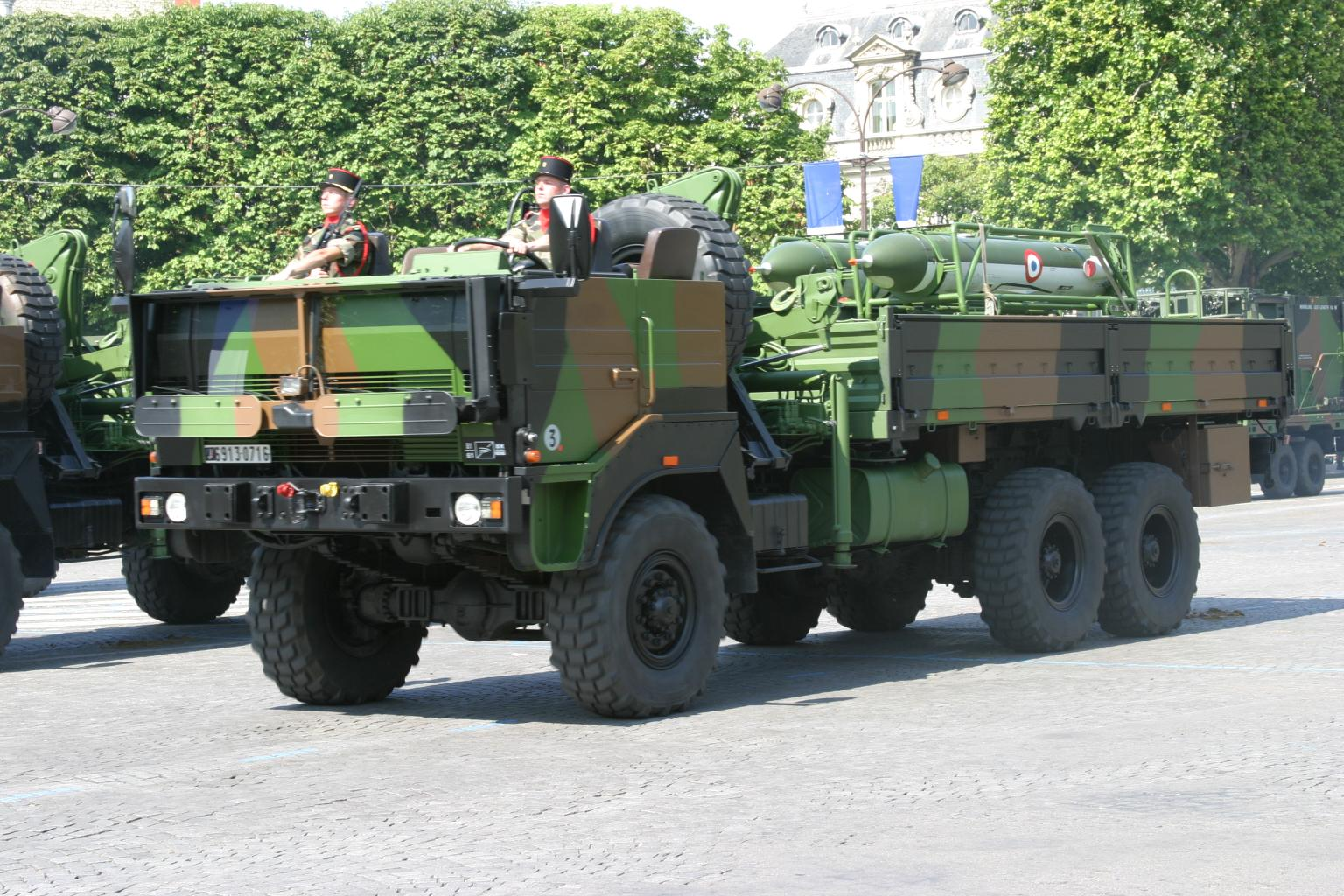
Renault TRM 10000 lanceur de drones Canadair CL-289 en 2006.

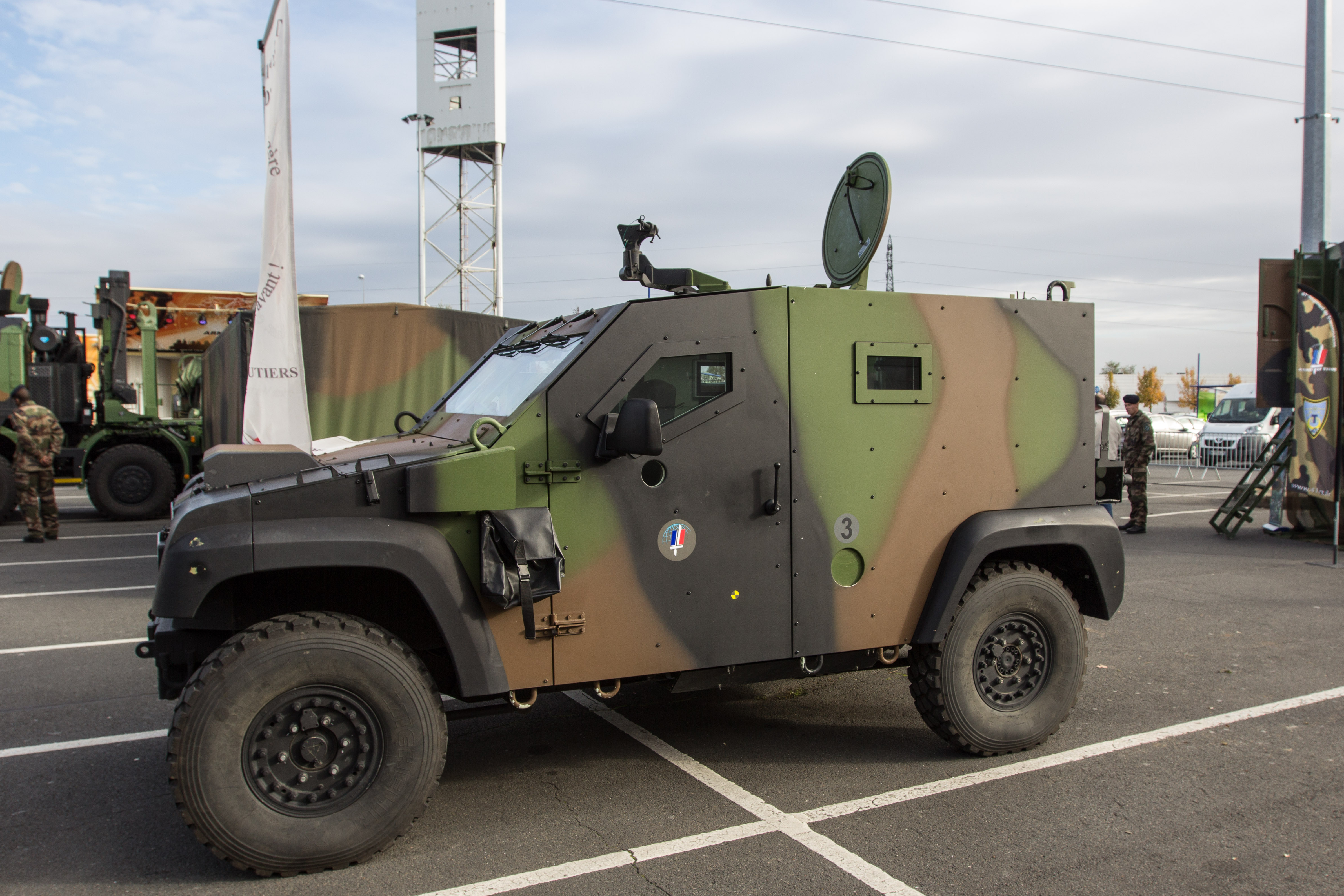
Un véhicule de test de drones avant envol en 2014.

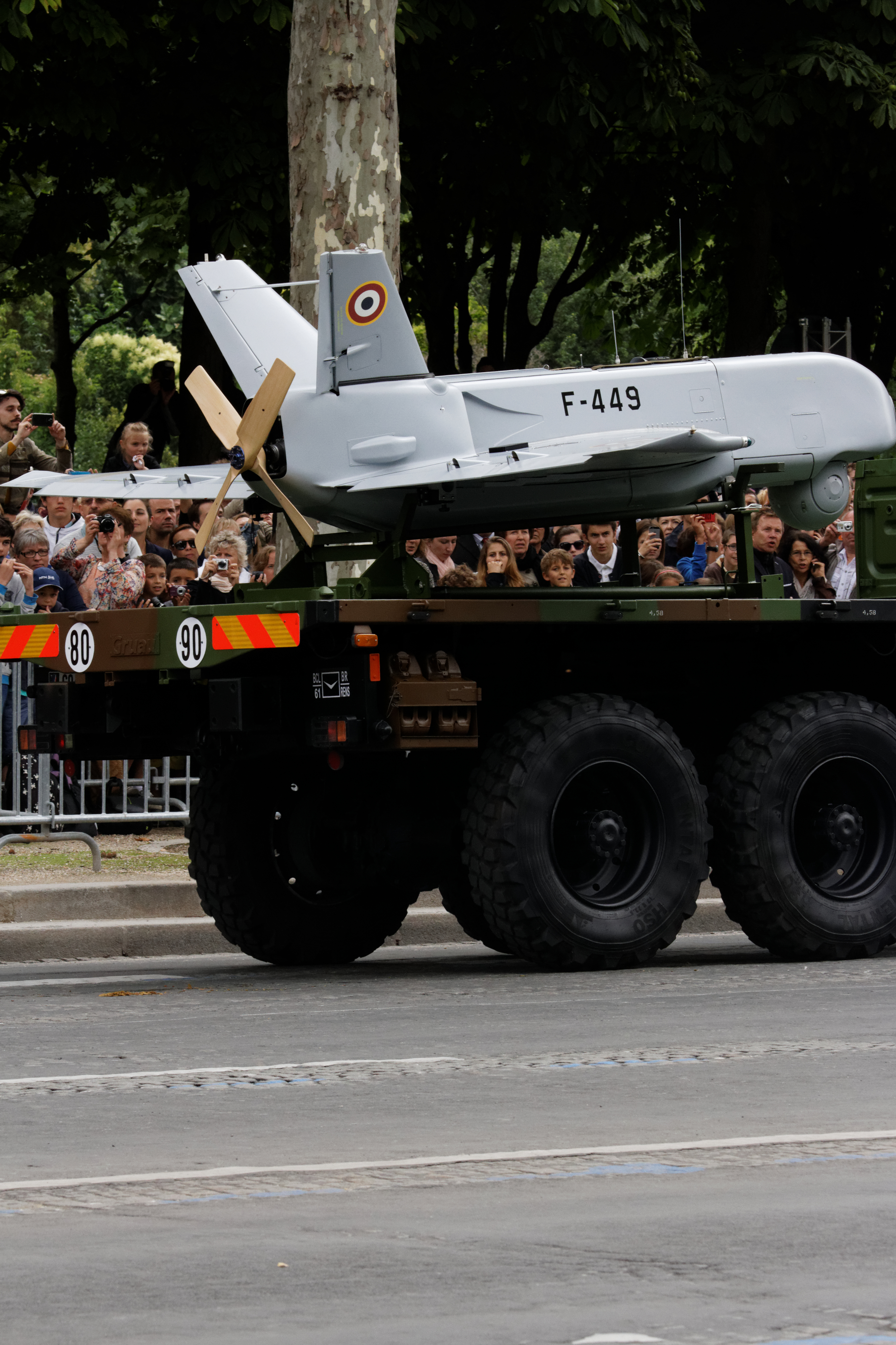
Vue arrière d'un drone SDTI lors du défilé militaire du 14 Juillet.

En 1996, une décision importante modifie profondément l’Armée française : la professionnalisation, le service national est suspendu. Cette décision s’accompagne d’une restructuration complète de l’Armée de terre, laquelle voit la moitié de ses régiments disparaître. Les dilemmes sont nombreux : autant de régiments prestigieux peuvent-ils être dissous aussi facilement ?
Dans l’arbitrage rendu par l’artillerie, il est évident que le 61e régiment d’artillerie doit figurer parmi les survivants. Mais de nombreux régiments de canons disparaissent pourtant. En revanche, parmi les composantes échantillonnaires de l’artillerie qui doivent impérativement subsister figure l’acquisition. Le 7e régiment d'artillerie, régiment aux origines anciennes, équipé des drones depuis les années 1960, devient dans les années 1990 un pion essentiel de l’artillerie. Il est déployé dans les Balkans à partir de 1996, d’abord avec le drone Canadair CL-289 (drone rapide), puis avec le Crécerelle (drone lent). Pour finir de valoriser cette compétence essentielle de l’artillerie, il est décidé de lui faire le plus bel hommage qui soit, le nom du plus glorieux régiment d’artillerie : le 61e.
Ainsi, le 61e régiment d’artillerie est dissous à Trèves le 30 juin 1999 pour être recréé à Chaumont-Semoutiers le 1er juillet 1999, sur le site de l'ancienne Base aérienne de Chaumont-Semoutiers. Il passe ainsi sous le commandement de la brigade de renseignement. Il comporte trois batteries de CL-289 et une batterie de Crécerelle (la 4e).
Dès sa recréation, le régiment est engagé en opérations, puisqu’un détachement de CL-289 et un détachement de Crécerelle sont partis, au printemps 1999, pour participer à la campagne du Kosovo, province serbe à majorité albanaise. Ils rentreront en France en ayant changé de garnison depuis leur départ !
Les engagements opérationnels se poursuivent, en 2001, par une nouvelle mission au Kosovo (à Prizren), pour la 2e batterie (CL-289). Jusqu’en 2003, des éléments participent également à la composante « acquisition » sur les théâtres des Balkans (Bosnie et Kosovo), par le biais des détachements HL POD. Il s’agit d’équipes d’interprètes d’images et de développeurs photos exploitant les clichés ramenés par un hélicoptère léger (Gazelle) supportant une structure contenant des optiques identiques à celles des drones CL-289. Le régiment reste ainsi, par son engagement opérationnel important, un régiment attractif.
À partir de 2003, avec un ralentissement de l’engagement opérationnel des unités de drones, le 61e régiment d’artillerie remplit également des missions dites « toutes armes », et envoie outre-mer, ou à l’étranger, des unités en mission de courte durée, de quatre mois généralement :
- En 2003, la 1re batterie est envoyée en Nouvelle-Calédonie.
- En 2004, la 3e batterie est envoyée en Guadeloupe.

Pendant ce temps, en 2004, le système de drone SDTI (système de drone tactique intérimaire) équipe la 4e batterie, qui se défait du Crécerelle vieillissant.
En 2005, la 3e batterie reverse ses Canadair CL-289 aux deux premières batteries, et reçoit la moitié des drones SDTI de la 4e batterie. Le régiment atteint ainsi un équilibre entre les drones rapides et les drones lents.
- Fin 2005, un état-major de circonstance, accompagné de la 2e batterie, de la 4e, ainsi que d’une unité de soutien formée par les batteries de service, partent au Liban fin 2005, pour assurer la défense du camp de Naqoura, poste de commandement de la Force intérimaire des Nations unies au Liban.
- Fin 2006, la 1re batterie est envoyée en Martinique.
- En décembre 2006, après la guerre de l’été entre Israël et le Hezbollah au Sud-Liban, un détachement de SDTI (composé par la 4e et la 3e batterie) est envoyé pour renforcer la force intérimaire des Nations unies au Liban mais n'effectue aucun vol pour raisons politiques.
- En juin 2007, la 2e batterie et une unité formée par les batteries de service sont envoyés à Mayotte.
- En novembre 2007, la 3e batterie traverse l'Europe pour rejoindre par la route le Kosovo avec ses SDTI. La mission est d'assurer la surveillance et la sécurité sur l'ensemble du Kosovo à l'occasion de l'indépendance de ce nouveau pays. La 3e batterie est ainsi la première à effectuer des missions réelles en opération.
- En juin 2008, une unité formée d'éléments de la 1re et de la 2e batterie sont envoyés en Martinique
- En juin 2008 également, la 1re batterie déploie plusieurs [drones CL-289 au Tchad dans le cadre de l'EUFOR Tchad/RCA.
- En août 2008, l'embuscade d'Uzbin provoque l'envoi d'un détachement SDTI en Afghanistan. C'est encore la 3e batterie avec son capitaine une fois de plus à sa tête qui est choisie pour assurer la mission depuis la FOB Tora(CNE F.). La 3e batterie réalisera les 75 premières missions de guerre du drone.

Le 61e régiment d’artillerie, régiment de l’artillerie le plus cité, à la renommée la plus glorieuse dans son arme, qui a servi des matériels couvrant presque l’ensemble du spectre de l’artillerie, depuis le canon aux armes anti-aériennes et maintenant avec les drones, reste ainsi plus que jamais unique. Son nouveau statut de régiment échantillonnaire, assumé depuis 1999, comme sa subordination à la brigade de renseignement, n’ont toutefois pas manqué, de fait, de l’éloigner quelque peu de son arme dont il est pourtant la quintessence.
De 1999 à 2016, le régiment fait partie de la brigade de renseignement puis du commandement du renseignement. Il rejoint la 19e brigade d'artillerie en septembre 2024.

## L'étendard

Il porte, cousues en lettres d'or dans ses plis, les inscriptions suivantes :
- Saint-Gond 1914
- L'Yser 1914
- Argonne 1915
- Verdun 1916-1917
- La Somme 1916
- Montdidier 1918
- AFN 1952-1962

Sa cravate est décorée de la Croix de guerre 1914-1918 avec six citations à l'ordre de l'armée (6 palmes), deux à l'ordre du corps d'armée (2 étoiles de vermeil), une à l'ordre de la division (1 étoile d'argent).
Sa cravate est décorée une nouvelle fois le 20 novembre 2013 de la Croix de la Valeur militaire avec une citation à l'ordre du régiment (1 étoile de bronze) pour son action en Afghanistan en 2012.

### Les citations
Six citations à l'ordre de l'armée, deux citations à l'ordre du corps d'armée, une citation à l'ordre de la division, toutes acquises en 1914-18. Une citation à l'ordre du régiment acquise en 2012.

## La fourragère
Le 29 juin 1916, le 61e régiment d'artillerie de campagne se voit conféré le droit de porter la fourragère aux couleurs du ruban de la Croix de Guerre 1914-1916 (vert et rouge), en raison de ses deux citations à l’ordre de l’armée. C’est le premier des régiments d’artillerie à y accéder.
Sa cravate est aujourd'hui décorée de la Croix de guerre 1914-1918 avec ses six citations à l'ordre de l'armée (6 palmes), une à l'ordre du corps d'armée (1 étoile de vermeil) et une à l'ordre de la division (1 étoile d'argent).
Après une sixième citation à l’ordre de l’armée en mars 1921, le régiment se voit décerner la fourragère à la couleur du ruban de la Légion d'honneur, le 21 juin 1921. Il partage avec vingt régiments d’infanterie l’honneur de cette décoration portée au titre de la Première Guerre mondiale.
Il a donc obtenu le droit au port de la fourragère à la couleur du ruban de la Légion d'honneur.
Le 61e régiment d'artillerie est le seul régiment hors infanterie à être décoré de la fourragère à la couleur du ruban de la légion d'honneur. C'est le seul régiment d'artillerie à avoir cet honneur, d'où son nom de Premier de la fourragère (rouge).

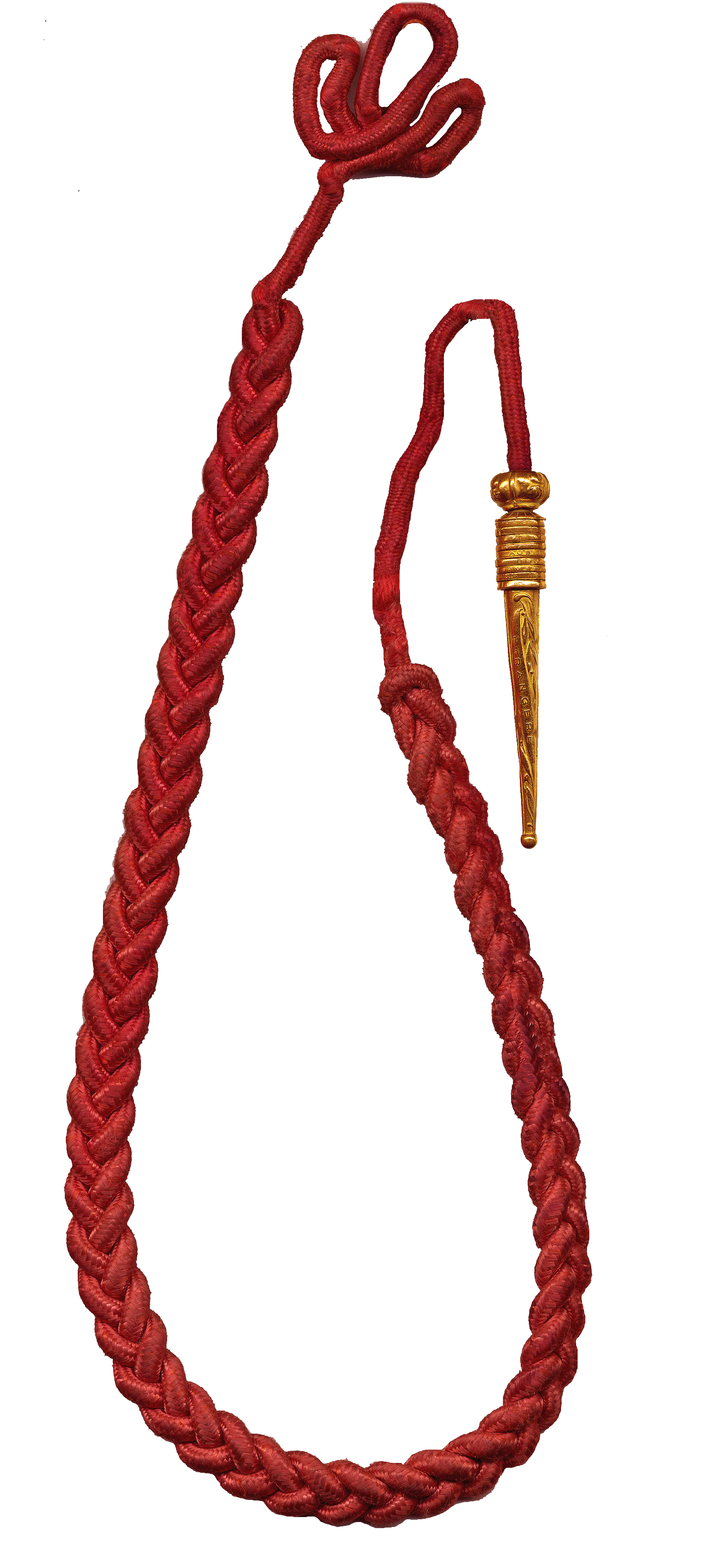
Fourragère aux couleurs du ruban de la Légion d'honneur au titre de la Première  guerre mondiale..
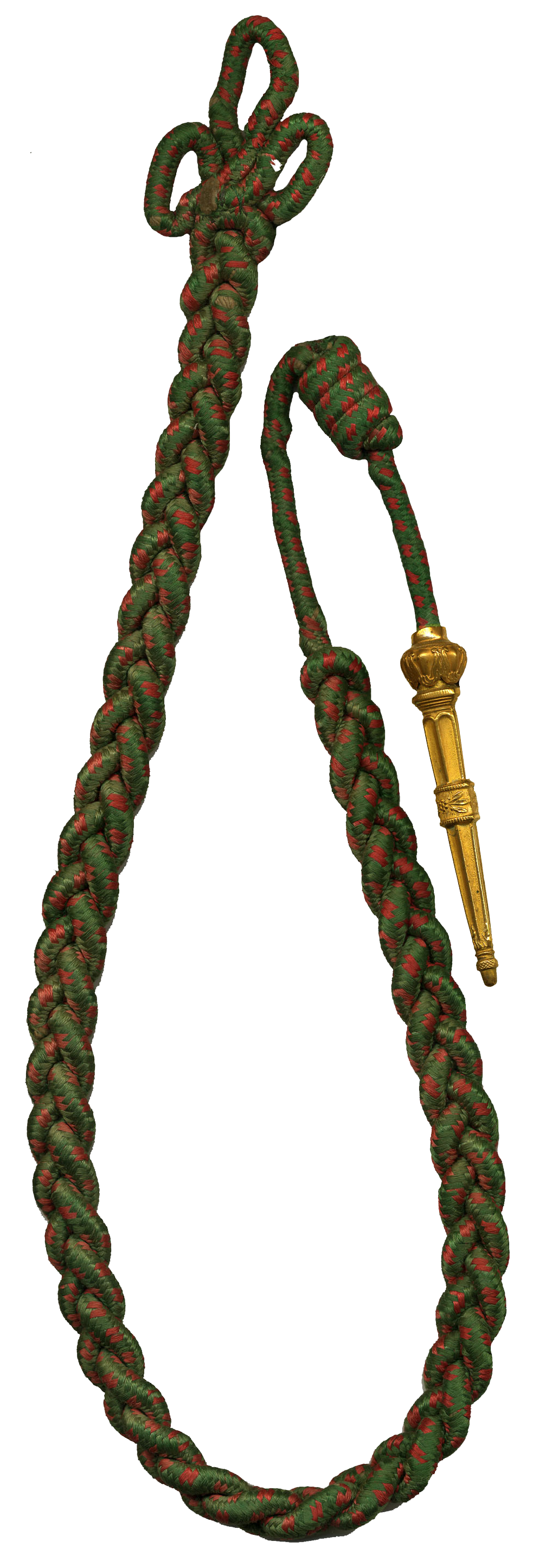
Fourragère aux couleurs du ruban de la Croix de guerre 1914-1918.

## Les traditions
La devise du 61e RA est « 61e ! en avant ! » et daterait de la Première Guerre mondiale.

## Personnalités ayant servi au sein du régiment
- André Zeller, lieutenant de 1922 à 1926, ultérieurement chef d'état-major de l'armée, membre du quatuor - avec les généraux Challe, Jouhaud et Salan - qui participa à la tentative de coup d'état de 1961 dite « putsch d'Alger » ou putsch des généraux.
- Henri Troyat, écrivain français, membre de l'Académie française
- Léo Lagrange : sous-secrétaire d'État aux sports sous le Front Populaire
- Louis Jacquinot, sous-secrétaire d'État du gouvernement Paul Reynaud, blessé au feu le 11 juin 1940, puis ministre de la Marine et des Anciens combattants

## Le régiment aujourd'hui

### Subordinations
Depuis septembre 2024, le 61e RA est rattaché à la 19e brigade d'artillerie au sein du commandement des actions dans la profondeur et du renseignement.

## Missions
Le 61e régiment d'artillerie a pour mission de fournir au chef interarmées et dans de courts délais, les renseignements de situation et d'objectif nécessaires à la conception, puis à la conduite de sa manœuvre, ainsi qu'au traitement des objectifs dans la profondeur. Pour remplir sa mission, il met en œuvre des drones (avions sans pilote) et il est équipé de moyens de réception d'images de satellites. Il est le régiment de renseignement d'origine image de l'Armée de terre.
Fort de son histoire de plus de 60 années d’expérience dans l’univers des drones, le 61e régiment d’artillerie est l’unique régiment de renseignement d’origine image de l’Armée de terre. Il est ainsi le spécialiste de la mise en œuvre d’aéronefs pilotés à distance, conçus pour le recueil du renseignement.
Directement dans la main du chef interarmes, le Premier de la fourragère participe à la satisfaction des besoins croissants en renseignement imagerie des opérations aéroterrestres grâce à
- la flexibilité d’emploi de ses capteurs ;
- la complémentarité de ses équipements ;
- l’intégration naturelle de ses capacités jusqu’aux plus bas échelons au contact.
Communément surnommé « les yeux de l’Armée de terre », le 61e régiment d’artillerie est l’expert de la captation et de l’exploitation du renseignement d’origine image. À cet effet, il a pour mission principale de fournir le renseignement d’origine image à des fins d’appréciation de situation, de veille stratégique permanente, d’appui à l’engagement des forces aéroterrestres et d’acquisitions d’objectifs et d’évaluation de frappes. Le 61e RA est ainsi le spécialiste de la recherche du renseignement, de l’aéronautique et des feux, ses trois piliers opérationnels.
Le régiment a également la capacité d’armer l’ossature d’un poste de commandement de Groupement de recherche multicapteur.
Ainsi, le régiment déploie des soldats en opérations extérieures en continu sur les théâtres d’opération majeurs où la France est engagée. Une centaine de Diables Noirs servent à l’étranger. Le régiment se prépare à engager ses détachements équipés des nouveaux drones SDT (système de drones tactiques) & SMDR (système de mini-drones de renseignement), qui augmenteront singulièrement ses capacités de projection.
Au-delà de ces enjeux opérationnels qui constituent le cœur de mission du régiment, ce dernier assure également les formations et le contrôle des opérateurs et référents drones de l’Armée de terre, grâce à l’expertise de son centre de formation des drones.
Enfin, le régiment contribue à la posture de protection terrestre et aux missions communes de l’Armée de terre, notamment l’opération Sentinelle qui mobilise en permanence le concours de Diables Noirs déployés sur l’ensemble du territoire national.

## Sources et bibliographie
- Histoire de l'Armée française, Pierre Montagnon.
- Historique de l'artillerie française, H. Kauffert.
- De Verdun à Ludwigshafen avec les 61e et 235e régiments d'artillerie, Paris, Berger-Levrault, 213 p., lire en ligne sur Gallica.
- Jean Labrousse-Fonbelle, Le 61e régiment d'artillerie de campagne : du 1er août 1914 au 23 juillet 1919, Paris, Berger-Levrault, 1920, 64 p., lire en ligne sur Gallica.
- Historique du 61e Régiment d’Artillerie